# Municipio de Bristol (Arkansas)
El municipio de Bristol (en inglés: Bristol Township) es un municipio ubicado en el condado de Faulkner en el estado estadounidense de Arkansas. En el año 2010 tenía una población de 233 habitantes y una densidad poblacional de 5,74 personas por km².

## Geografía
El municipio de Bristol se encuentra ubicado en las coordenadas 35°9′40″N 92°8′14″O / 35.16111, -92.13722. Según la Oficina del Censo de los Estados Unidos, el municipio tiene una superficie total de 40.61 km², de la cual 40,44 km² corresponden a tierra firme y (0,42 %) 0,17 km² es agua.

## Demografía
Según el censo de 2010, había 233 personas residiendo en el municipio de Bristol. La densidad de población era de 5,74 hab./km². De los 233 habitantes, el municipio de Bristol estaba compuesto por el 95,28 % blancos, el 0,43 % eran afroamericanos, el 1,29 % eran amerindios, el 1,72 % eran asiáticos, el 0,43 % eran de otras razas y el 0,86 % eran de una mezcla de razas. Del total de la población el 0,86 % eran hispanos o latinos de cualquier raza.